# Marquesado de Matonte
El Marquesado de Matonte es un título nobiliario español creado el 15 de noviembre de 1639 por el rey Felipe IV, en Nápoles, a favor de Diego Quintano de Rosales, Maestre de Campo, del Consejo de Flandes.
Actualmente Luis María de Palacio Somoza hijo de la señorita Ana Carlota Somoza y Riera

## Marqueses de Matonte
|                                 | Titular                              | Periodo                |
| Creación por Felipe IV          | Creación por Felipe IV               | Creación por Felipe IV |
| ------------------------------- | ------------------------------------ | ---------------------- |
| I                               | Diego Quintano de Rosales            | 1639-                  |
| .                               | .                                    |                        |
| Rehabilitación por Alfonso XIII |                                      |                        |
| II                              | Jesús Adolfo de Palacio y de Velasco | 1931-1932              |
| III                             | José María de Palacio y de Velasco   | 1931-1940              |
| IV                              | Luis María de Palacio y de Velasco   | 1940-1943              |
| V                               | Luis María de Palacio y de Palacio   | 1951-1992              |
| VI                              | Luis María de Palacio y Somoza       | 2000-actual titular    |

## Historia de los Marqueses de Matonte
- Diego Quintano de Rosales, I marqués de Matonte. Caballero de Santiago en 1629, Maestre de Campo al Servicio de S.M.  y de su Consejo de Guerra en Flandes, Alcalde del Castillo de Baia, en Nápoles donde falleció y fue enterrado. Parece ser  que realizó a sus expensas  la vieja casa Torre del mayorazgo en Medina de Pomar, según el testamento de Diego de Quintano, de la línea de Extremadura. Soltero y sin sucesión .[2]

Rehabilitado en 1931 por:
- Jesús Adolfo de Palacio y Velasco (1896-1932), II marqués de Matonte.

Le sucedió su hermano:
- José María de Palacio y de Velasco (1882-1945), III marqués de Matonte, II  marqués de Villarreal de Álava, VII marqués de Casa Palacio.

1. Casó con María Asunción de Orellana y Ulloa XII marquesa de la Conquista. Sin descendientes legítimos, hizo cesión en 1940, de los títulos de marqués de Casa Palacio y de marqués de Matonte a su inmediato sucesor, su hermano:

- Luis María de Palacio y de Velasco (1885-1943), IV marqués de Matonte, VIII marqués de Casa Palacio.

1. Casó con María Isabel de Palacio y de Epalza.

Le sucedió su hijo::
- Luis María de Palacio y de Palacio (1918-1992), V marqués de Matonte.

1. Casó con Luisa María del Valle Lersundi. Le sucedió de su hijo Luis María de Palacio y del Valle Lersundi que casó con la señorita Ana Carlota Somoza y Riera, el hijo de ambos, por tanto su nieto:

- Luis María de Palacio y Somoza, VI marqués de Matonte.